# Samuel Broadus Earle
Samuel Broadus Earle (auch Samuel B. Earle, * 11. März 1878 in Gowensville, South Carolina; † 10. Mai 1978 in Clemson, South Carolina) war ein US-amerikanischer Maschinenbauingenieur.

## Leben

### Familie und Ausbildung
Samuel Broadus Earle, Sohn des baptistischen Geistlichen Thomas John Earle und der Eliza Jane Kennedy, studierte nach seinem High-School-Abschluss Sprachen und Mathematik an der Furman University in Greenville, South Carolina, 1898 erwarb er den akademischen Grad eines Bachelor of Arts, 1899 den eines Master of Arts. 1902 widmete Earle sich dem Studium des Elektroingenieurwesens an der Cornell University, das er ohne Abschluss beendete.
Samuel Broadus Earle heiratete am 22. Dezember 1908 Susan Hall Sloan. Der Ehe entstammte der Sohn Samuel Broadus junior. Er starb im Mai 1978 im Alter von 100 Jahren.

### Beruflicher Werdegang
Samuel Broadus Earle trat 1902 eine Stelle als Assistant Professor of Mechanical Engineering am Clemson Agricultural College in Clemson, South Carolina an, 1903 wurde er zum Associate Professor, 1910 zum Full Professor und Director des Engineering Departments und Engineering Experimental Station ernannt. Samuel Broadus Earle legte seine Professur 1924, seine Funktion als Director des Engineering Departments 1933 nieder. Im Anschluss wirkte er als Dean der School of Engineering und weiterhin als Director der Engineering Experimental Station. Zusätzlich übte er 1916 und von 1924 bis 1925 das Amt des Acting President aus. Samuel Broadus Earle wurde im Jahre 1950 emeritiert.
Samuel Broadus Earle wurde zum Fellow der American Association for the Advancement of Science, der South Carolina Academy of Science (SCAS) und der American Society of Mechanical Engineers sowie zum Mitglied der South Carolina Society of Professional Engineers, der National Society of Professional Engineers, der Newcomen Society und der Studentenverbindungen Chi Psi, Tau Beta Pi und Phi Kappa Phi gewählt.
In Anerkennung seiner wissenschaftlichen sowie administrativen Verdienste um das Clemson Agricultural College erhielt das neue Gebäude des Chemical Engineering Departments im Jahre 1959 den Namen The Samuel Broadus Earle Hall. Darüber hinaus wurde zu seinen Ehren der Samuel B. Earle Award, verliehen an Studenten für herausragende Leistungen auf den Gebieten der Ingenieurwissenschaften, ins Leben gerufen. Samuel Broadus Earle wurde 1932 die juristische Ehrendoktorwürde der Furman University, 1959 die Ingenieurs-Ehrendoktorwürde des Clemson Agricultural College verliehen.

## Publikationen
- Powers for the farm. in: Clemson Agricultural College Extension Work, Volume 4, Issue 4. Clemson College, Clemson, S.C., 1908
- The cultural and professional phases of engineering education. 1938